# Somogymeggyes
Somogymeggyes is een plaats (község) en gemeente in het Hongaarse comitaat Somogy. Somogymeggyes telt 597 inwoners (2001).